# تكية النبي نوح (دورا)

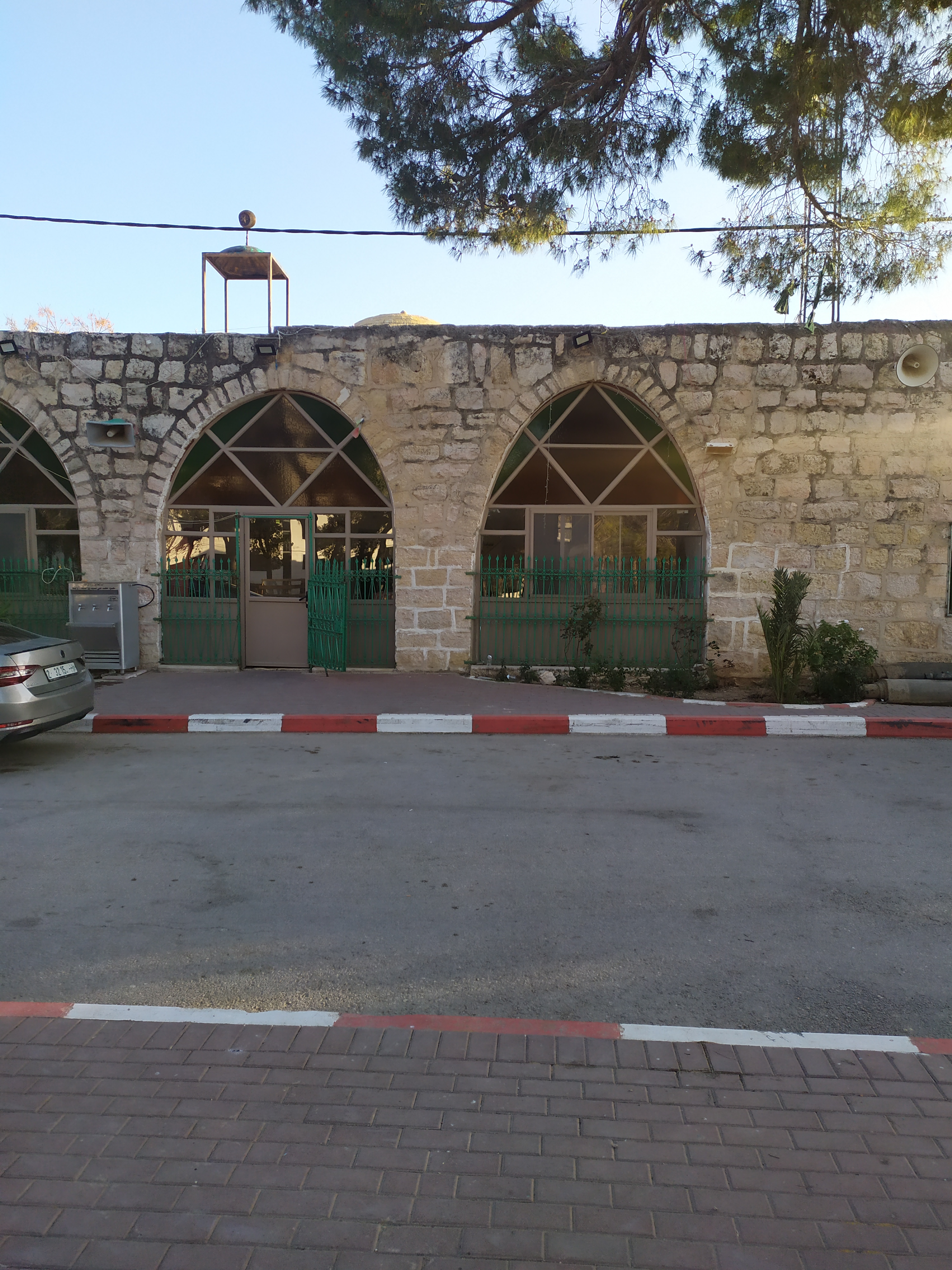
مقام ومسجد النبي نوح في مدينة دورا

تكية النبي نوح في دورا تقع بالقرب من مسجد ومقام النبي نوح في مدينة دورا بمحافظة الخليل الفلسطينية، تقدم الطعام المجاني للفقراء والأسر المحتاجة على مدار العام.

## التاريخ
يعود تاريخ التكية إلى عهد النبي نوح، وقديما كان يقدم فيها الطعام كل يوم خميس والمكون من جريش القمح لزوار المقام والمحتاجين، وفي شهر رمضان، وقد اكتسبت شهرة واسعة أيام جائحة الكورونا.

## تطور تكية النبي نوح في دورا
أعيد تأسيسها حديثاً سنة 2017م، بلجنة خيرية تعاونية ترعاها وزارة الأوقاف الفلسطينية، وأصبحت الآن من أهم المؤسسات الخيرية والإنسانية في مدينة دورا، تقدم الطعام المجاني بشكل منتظم على غرار التكية الإبراهيمية في مدينة الخليل.